# Ana Arbizú y Flores
Cet article possède des homonymes et des paronymes, voir Arbizu (homonymie) et Flores.
Ana Arbizú de Guardiola (née Ana Arbizú y Flores le 21 septembre 1825 à Yuscarán et morte le 30 novembre 1903 à Tegucigalpa), est une poétesse hondurienne, souvent considérée comme la première de l'histoire du pays, et une première dame du Honduras de 1856 à 1862.

## Biographie
Ana Mateo Arbizú y Flores naît le 21 septembre 1825 à Yuscarán. Elle publie un premier poème en l'honneur de son père, mort peu avant, à Tegucigalpa en 1847. Ce poème semble être le premier publié par une femme au Honduras,. En 1865, elle publie un second poème dans le journal La Gaceta en souvenir de sa fille Gumersinda,.
En 1856, le mari d'Arbizú José Santos Guardiola devient président de la république du Honduras. Jusqu'en 1862, elle est donc première dame du Honduras (en), et le couple travaille à donner une identité propre au pays. En 1862, Guardiola est assassiné et le reste de la famille doit émigrer de Comayagua à Tegucigalpa.
Arbizú est la mère de Genoveva Guardiola de Estrada Palma (en), qui épouse Tomás Estrada Palma,.